# Estrató de Tir
Estrató (en llatí Straton, en grec antic Στράτων) fou un destacat ciutadà de Tir que en ocasió d'una revolta d'esclaus a la ciutat va ser salvat per la generositat del seu propi esclau.
Després de la revolta va ser escollit rei de Tir pels seus conciutadans, dignitat que va transmetre als seus descendents. En parla Justí que no situa aquestos fets en cap època concreta i sembla fabulosa. Cap dels reis de Tir coneguts portà el nom d'Estrató, que degué ser la versió grega del seu nom semita.